# Rhoderick McGrigor
Sir Rhoderick Robert McGrigor (12. dubna 1893 York, Anglie – 3. prosince 1959 Tarland, Skotsko) byl britský admirál. V královském námořnictvu sloužil od roku 1910, vyznamenal se v první světové válce, v meziválečném období působil jako námořní důstojník i pedagog v různých destinacích. Za druhé světové války vynikl v Itálii a severní Evropě. Kariéru završil ve funkci prvního námořního lorda (1951–1955), v roce 1951 také dosáhl nejvyšší možné hodnosti velkoadmirála.

## Životopis

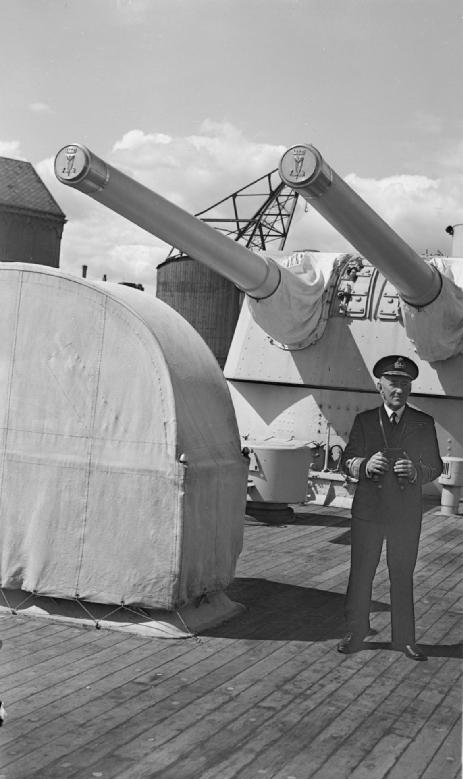
Admirál McGrigor na palubě křižníku HMS Norfolk (1945)

Pocházel z původně skotské rodiny, která od roku 1831 užívala titul baroneta. Narodil se jako syn generálmajora Charlese Rhoderica McGrigora (1860–1927). Dětství strávil s otcem v jižní Africe, do Anglie se vrátil v roce 1906. Studoval na námořní škole v Dartmouthu a do Royal Navy vstoupil jako praporčík (midshipman) v roce 1910. Sloužil u Home Fleet a ve Středomoří, za první světové války se zúčastnil neúspěšného tažení do Gallipoli, poté bojoval v bitvě u Jutska. Po první světové válce si doplnil vzdělání a stal se uznávaným dělostřeleckým důstojníkem, v roce 1927 byl jmenován komandérem. V roce 1932 byl povýšen na kapitána, později působil na admiralitě a znovu sloužil u Home Fleet. V letech 1938–1940 byl náčelníkem námořního štábu ve Východočínském moři (China Station), na počátku druhé světové války se aktivně zúčastnil bojových akcí ve Středomoří. V roce 1941 byl povýšen na kontradmirála a v letech 1941–1943 byl jedním z lordů admirality. Koncem roku 1943 se zúčastnil invaze na Sicílii, kde byl zraněn a obdržel Řád za vynikající službu. V letech 1944–1945 byl zástupcem vrchního velitele Home Fleet, operoval u Norska a na severním pobřeží Sovětského svazu. V roce 1945 dosáhl hodnosti viceadmirála a jako rytíř Řádu lázně byl povýšen do šlechtického stavu s titulem Sir, v červnu 1945 doprovázel norského krále Haakona VII. při návratu do Norska (při této příležitosti mu byl udělen norský Řád svatého Olafa). V letech 1945–1947 byl lordem admirality a zástupcem náčelníka námořního štábu. Jako admirál (1948) byl v letech 1948–1950 vrchním velitelem Home Fleet. Poté byl krátce velitelem v Plymouthu (1950–1951) a svou kariéru završil jako První námořní lord a náčelník námořního štábu (1951–1955), v roce 1951 obdržel velkokříž Řádu lázně. V letech 1952–1953 byl zároveň prvním námořním pobočníkem královny Alžběty II. a v roce 1953 získal nejvyšší možnou hodnost velkoadmirála (Admiral of the Fleet). Získal čestné doktoráty na univerzitách v Aberdeenu a St Andrews, v letech 1954–1957 zastával čestnou funkci lorda rektora aberdeenské univerzity.
V roce 1931 se oženil s Louise Glyn (1891–1961) ze staré waleské šlechty, vdovou po majoru Charlesovi Greville (1889–1931). Z jejich manželství se narodili synové-dvojčata John a Andrew (* 1942).